# Le Château périlleux
Le Château périlleux (Castle Dangerous), parfois intitulé Le Château dangereux, est un roman historique de l’auteur écossais Walter Scott. Il paraît le 1er décembre 1831, en même temps que Robert, comte de Paris, avec lequel il constitue la quatrième série des Contes de mon hôte. Ce sont les deux derniers romans achevés de Scott, et les deux derniers publiés de son vivant. Le Château périlleux se clôt sur un adieu aux lecteurs. Scott meurt l'année suivante.
Inspiré d'un fait authentique, le récit se déroule en Écosse, dans le South Lanarkshire, durant la Première Guerre d’indépendance de l’Écosse (1296-1328). Il a la particularité d'être vu du côté anglais. Une riche héritière anglaise ne veut pas du mari auquel le roi la destine. Elle aime John de Walton, de naissance inférieure à la sienne. Elle promet alors sa main à tout chevalier qui défendra pendant un an et un jour le château de Douglas (en), pris aux Écossais au milieu de leurs terres. Sir John relève le défi. Mais son amoureuse n'a pas la patience d'attendre un an et un jour. Elle se rend sur place.

## Genèse

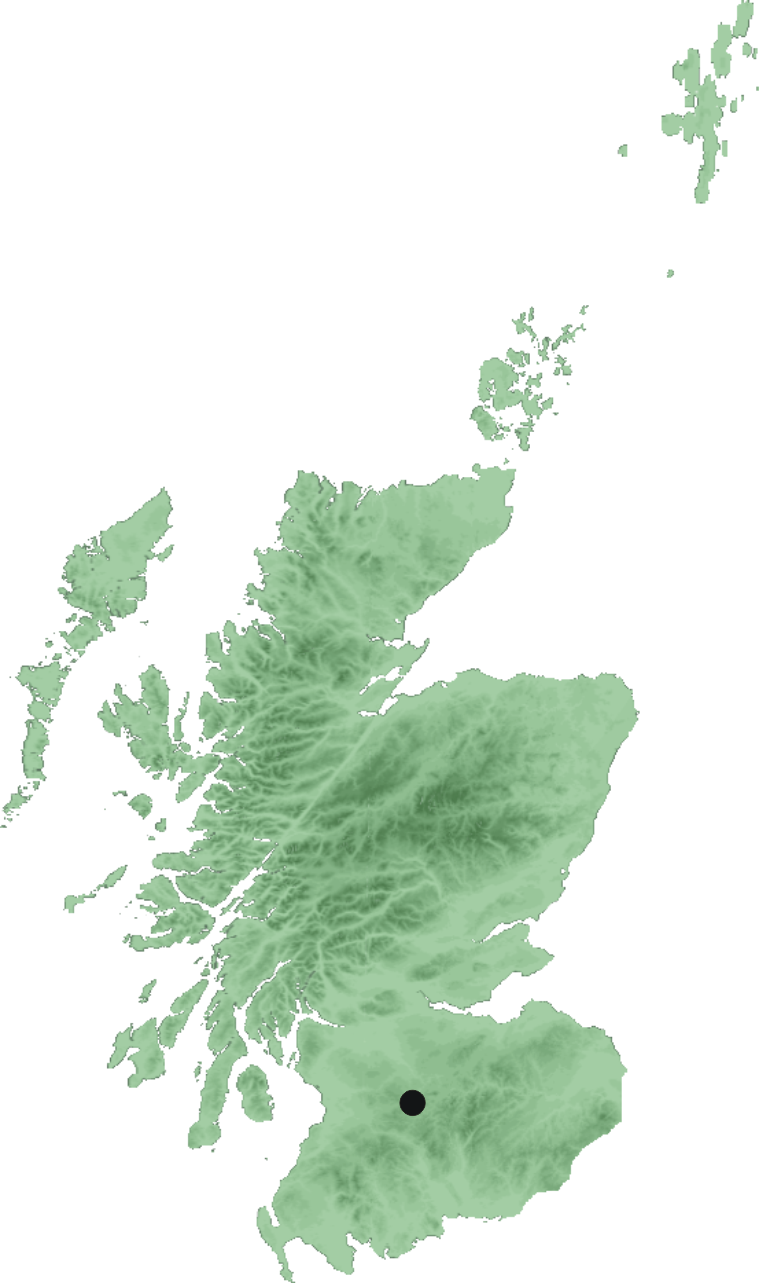
Le château de Douglas se situe en Écosse, dans le South Lanarkshire.

Depuis 1826, Walter Scott s'impose un rythme de travail effréné qui détériore sa santé. À l'automne 1830, à 59 ans, il commence Robert, comte de Paris. Tout en poursuivant l'écriture de ce dernier, il entreprend un autre roman, ce qui inquiète beaucoup son entourage.
Dans son essai La Chevalerie (1818), il a déjà rappelé la légende du château de Douglas. Plus récemment, dans les Contes d'un grand-père (1828-1830), il a brièvement évoqué les exploits de James Douglas. L'idée de développer ce thème dans un roman lui a probablement été suggérée par son éditeur Cadell (en).

### Écriture
Scott écrit donc Le Château périlleux en même temps que Robert, comte de Paris. Il connaît les lieux du récit pour les avoir visités dans son enfance. Mais sa mémoire commence à défaillir. Il éprouve le besoin de se rendre dans le South Lanarkshire pour revoir les ruines du château de Douglas et de l'église Saint-Bride, et pour se réimprégner des coutumes et traditions locales.

### Pseudonyme
Pour les trois premières séries des Contes de mon hôte, Scott avait recours au pseudonyme de Jedediah Cleishbotham. Il le reprend pour cette quatrième série, même si le public sait maintenant que « l'auteur de Waverley », Jedediah Cleishbotham et Walter Scott ne font qu'un. En tête de Robert, comte de Paris, le burlesque Cleishbotham livre une longue introduction commune aux deux romans. Mais Pattieson, le narrateur fictif, ne se met pas en scène dans le chapitre premier de l'un ni de l'autre comme il avait coutume de le faire au début de chacun des Contes de mon hôte.

### Adieu aux lecteurs
Le Château périlleux se termine sur un adieu aux lecteurs. Scott estime que Robert, comte de Paris et Le Château périlleux sont probablement les derniers romans qu'il publie. Le roi Guillaume IV vient de mettre un vaisseau de guerre à sa disposition pour le conduire en Méditerranée, où il va tenter de recouvrer un peu de santé. Scott exprime sa reconnaissance aux lecteurs. Il espère pouvoir encore leur présenter sinon des romans, du moins d'autres formes d'écrit.
Le texte est daté de septembre 1831. Scott meurt le 21 septembre de l'année suivante.

### Publication
La quatrième série des Tales of my Landlord (Contes de mon hôte), comprend Count Robert of Paris (Robert, comte de Paris, deux volumes et demi) et Castle Dangerous (Le Château périlleux, un volume et demi). Elle paraît le 1er décembre 1831 chez Robert Cadell à Édimbourg et chez Whitaker and Co à Londres.
Ce sont les deux derniers romans de Scott parus de son vivant. Le Siège de Malte et Bizarro, ébauchés durant son voyage en Méditerranée, restent inachevés. Des extraits du Siège de Malte sont publiés après la mort de l'auteur. Les deux textes ne sont édités en version intégrale qu'en 2008.

## Cadre historique

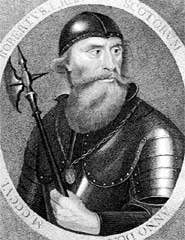
Robert Bruce.

La Première Guerre d’indépendance de l’Écosse se déroule de 1296 à 1328. Après l'exécution de William Wallace en 1305, l’Écosse paraît soumise. Mais l’année suivante Robert Bruce, comte de Carrick se couronne roi des Écossais. Il subit d’abord une défaite, et doit se cacher jusqu’en 1307. Il remporte alors une série de victoires, jusqu’à celle de Bannockburn (1314), qui assure l'indépendance de son pays.
James Douglas, compagnon de Robert Bruce, est un personnage historique, tout comme l’Anglais John de Walton. Le défi de ce dernier (défendre pendant un an et un jour le château de Douglas, s’il veut conserver la faveur de son amoureuse) est présenté par Scott comme authentique. 

## Date et lieux du récit

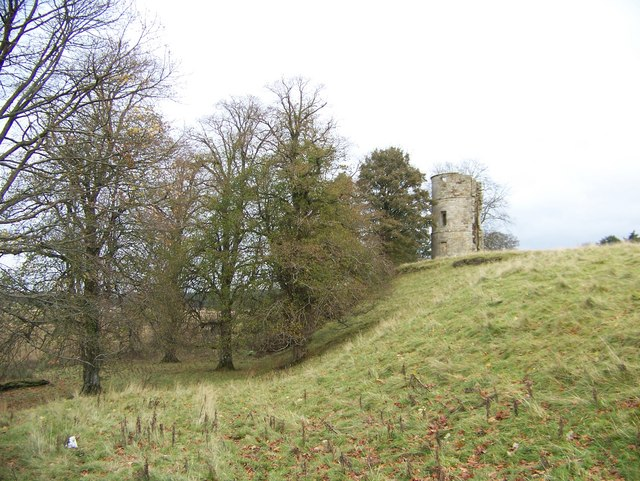
Site du château de Douglas. Le seul vestige est une tour postérieure à l'époque du récit.

Le récit se déroule en Écosse, dans le South Lanarkshire, en 1306 ou 1307. Le château de Douglas (en) a réellement existé. Il n'en reste qu'une tour du XVIe ou du XVIIe siècle. L'église Saint-Bride, dans le village de Douglas, est aujourd'hui en ruines.

## Résumé
Le château écossais de Douglas, appelé aussi Château Périlleux, est occupé par une garnison anglaise que commande John de Walton. Il est menacé par les forces de James Douglas, propriétaire des lieux, et fidèle de Robert Bruce.
Bertram, ménestrel anglais, se rend dans ce château. Il voyage en compagnie de son « fils », Augustin, qui est une jeune fille déguisée. Le vieux ménestrel souhaite consulter des livres gardés dans la bibliothèque. Lui seul réussit à se faire admettre dans le château. Le prétendu Augustin doit attendre. Il s’établit tout près de là, dans l’abbaye double de Sainte-Brigitte. Mais le ménestrel et son « fils » sont vite soupçonnés d’être des espions. Sir John demande à ce qu’Augustin lui soit amené pour interrogatoire. Le faux Augustin s’enfuit.
Car il bénéficie de la complicité de sœur Ursule, une novice qui a recueilli ses confidences. Augustin est en réalité une riche héritière anglaise, Augusta de Berkely, pupille du roi. Elle ne voulait pas comme époux du mignon tyrannique auquel son tuteur la destinait. Elle aimait le vaillant John de Walton. Celui-ci étant de naissance et de fortune bien inférieures aux siennes, elle contourna l’obstacle en promettant sa main et l’héritage de ses pères à tout brave chevalier d’un noble lignage « qui tiendrait le château de Douglas, au nom du roi d’Angleterre, pendant un an et un jour ». À sa grande joie, le seul à relever le défi — au risque de mécontenter le roi — fut sir John. Cependant, elle ne put attendre si longtemps. Impatiente de revoir sir John, elle voulut l’approcher, avec la complicité de son fidèle ménestrel Bertram.
À son tour, sœur Ursule lui a raconté sa propre histoire. Elle aussi était une riche et belle héritière. Elle était aimée d’un patriote écossais, Malcolm Fleming de Bigger, à la fureur de son propre père, partisan des Anglais. À l’issue d’une bataille entre son amoureux et les hommes de son père, elle fut victime d’un accident qui la laissa borgne et défigurée. « Malgré toutes les réflexions de la sagesse », son âme nourrit aujourd’hui un secret espoir d’être toujours aimée de Malcolm Fleming, qu’elle n’a pas revu depuis.
Lady Augusta s’enfuit donc de l’abbaye à la suite de sœur Ursule, négligeant de s’informer de leur destination. L’étourdie apprend un peu tard que sœur Ursule est une patriote écossaise qui rejoint les hommes de James Douglas. Laissée seule dans une forêt sauvage, au choix d’être prise comme otage par les Écossais ou de gagner les lignes anglaises, Lady Augusta rencontre un effrayant « chevalier du Tombeau », dont elle accepte la protection.

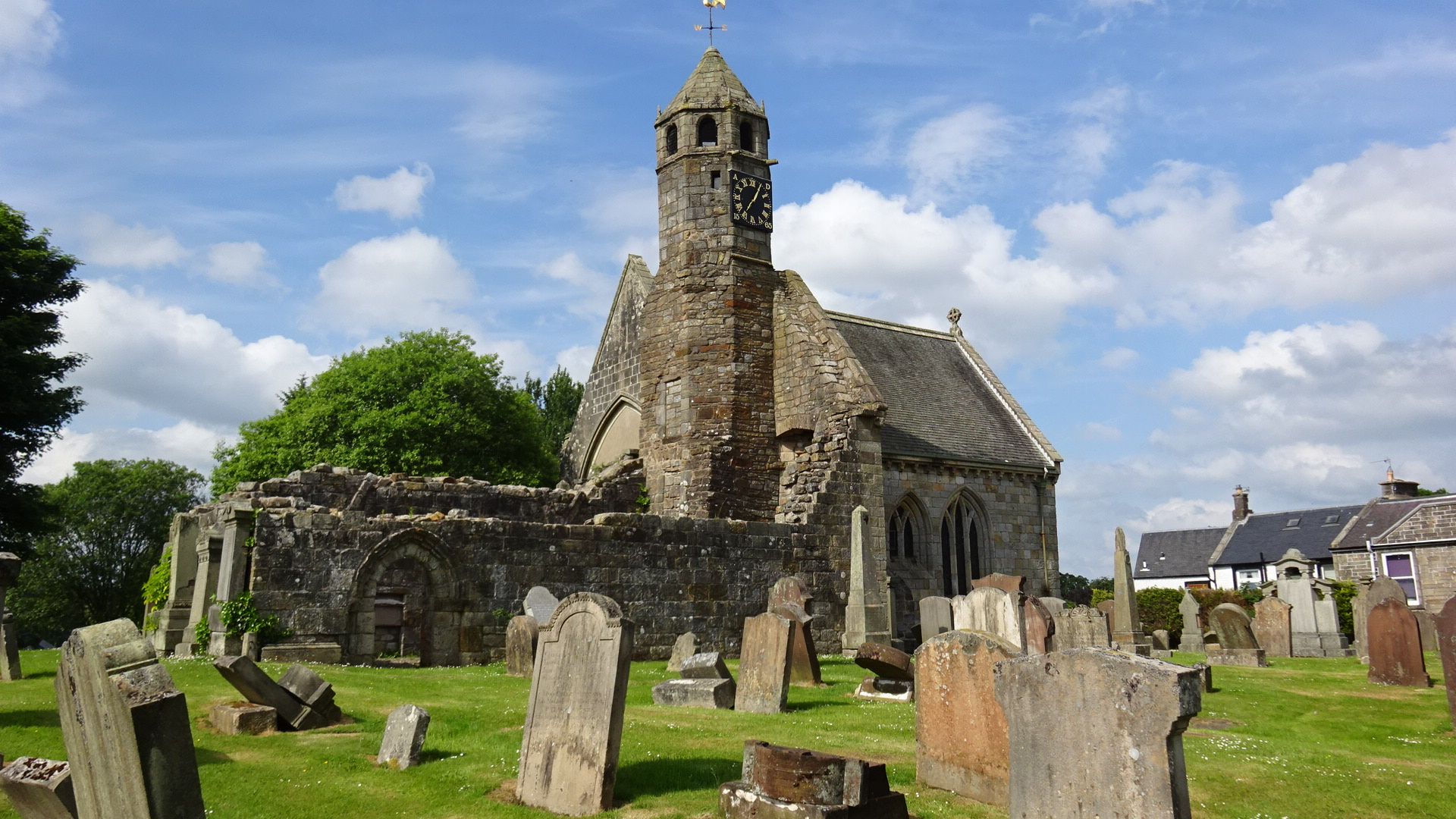
Vestiges de la vieille église Saint-Bride, dans le village de Douglas. Derrière elle, la nouvelle église.

Le chevalier n’est autre que James Douglas. Il est déjà informé par sœur Ursule du nom et de la situation amoureuse de la fugitive. Il garde lady Augusta en otage tant que sir John ne lui aura rendu son château ou, à défaut, n’aura accepté une rencontre en combat singulier. Sir John refuse de compromettre son honneur ou celui de son pays. Il accepte le combat, mais avec Augusta pour seul enjeu.
Le combat est interrompu par les cloches de l’église de Douglas appelant à l’office du dimanche des Rameaux. Les deux adversaires conviennent d’une trêve d’une heure. L’office réunit de nombreux Écossais et de nombreux Anglais. Les Écossais en profitent pour lancer un nouveau défi, collectif cette fois. Tout comme leur chef, les Anglais acceptent le défi pour ce qui concerne lady Augusta, mais refusent de mettre en jeu le château. Dans l’engagement général, sir John et James Douglas se retrouvent face à face et reprennent leur duel.
Le combat est stoppé par un messager qui annonce aux Anglais qu’ils ne peuvent compter sur le renfort attendu du comte de Pembroke. Celui-ci, défait par Robert Bruce, a subi des pertes considérables. Il est encerclé dans Ayr. Il ordonne de cesser le combat et de restituer le château.
Sir John tend donc son épée à James Douglas. Lequel, contre toute attente, impressionné par la bravoure de son adversaire, choisit de transmettre ses droits sur la personne du vaincu à lady Augusta.

## Personnages
- Bertram « aux lais inépuisables », ménestrel anglais.
- Augustin, quatorze ans, prétendu fils de Bertram. En réalité, lady Augusta de Berkely, riche héritière anglaise.
- Tom Dickson d’Hazelside, fermier écossais. Préfère laisser les loups enlever ses plus beaux moutons plutôt que réclamer l’aide des soldats anglais.
- Charles Dickson, fils de Tom.
- Bend-the-Bow, archer anglais.
- Antoine, archer anglais.
- Sir Aymer de Valence, Anglais, lieutenant de sir John de Walton. Il est un neveu d'Aymar de Valence, 2e comte de Pembroke.
- Fabien Harbothel, Anglais, écuyer de sir Aymer.
- Gilbert Greenleaf, vieil archer anglais.
- Sir John de Walton, gouverneur anglais du château de Douglas (en), personnage historique.
- Michel Turnbull, Écossais des frontières, chasseur de taureaux, compagnon de James Douglas.
- Jérôme, abbé du monastère écossais de Sainte-Brigitte. Mis en place par les Anglais, il affecte un zèle énergique pour les intérêts du roi d’Angleterre. Soigne la peste et la folie par un régime de pain et d’eau, par les courroies, par les cilices et, au besoin, par les houssines et par les fouets. Sa sotte présomption lui fait voir de la présomption chez les autres : il ne peut admettre que sœur Ursule, borgne, se prétende capable de lire un manuscrit que lui-même ne peut déchiffrer avec ses deux yeux et le secours de lunettes.

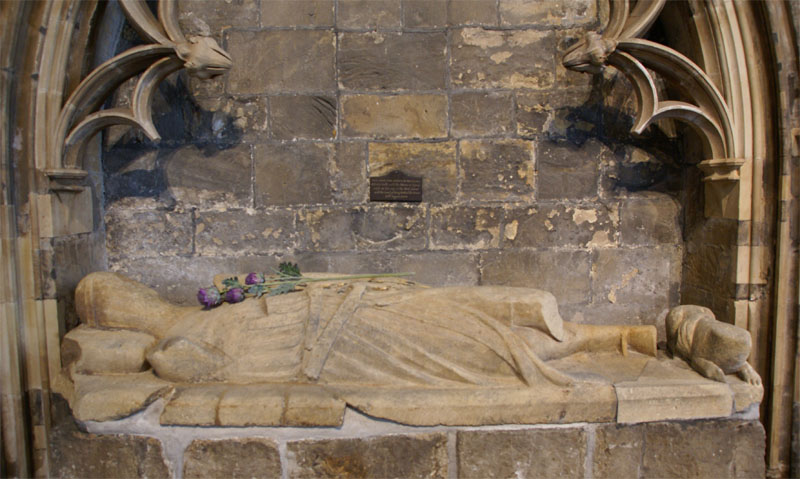
Tombe de James Douglas, fleurie de chardons, dans l'église Saint-Bride.

- Lazare Powheid, Écossais, vieux fossoyeur de l’église de Douglas.
- Sœur Ursule, novice de Sainte-Brigitte, borgne et défigurée. Autrefois, la belle et noble Marguerite de Hautlieu. Fille d’un Normand établi en Écosse, devenu un partisan de John Baliol, puis du roi d’Angleterre[15].
- Malcolm Fleming de Bigger, patriote écossais, fiancé de sœur Ursule.
- Le chevalier du Tombeau, James Douglas, dit aussi Douglas le Noir, personnage historique (1286-1330). Écossais, partisan de Robert Bruce, et propriétaire du château de Douglas.
- L’archevêque de Glasgow. Scott ne donne pas son nom. L'archevêque, de 1271 à 1316, est Robert Wishart.

## Accueil
Robert, comte de Paris et Le Château périlleux connaissent un grand succès auprès des lecteurs. Les critiques, lents à réagir, estiment finalement que le succès des deux livres est immérité.
Certains reprochent à lady Augusta de n’être qu’une écervelée semeuse de désordre, et à Scott de ne pas l’en avoir blâmée. Henri Suhamy déplore cette attitude moralisatrice des critiques. Il préfère voir dans ce roman une histoire d’amour fou à la Antoine et Cléopâtre. Selon lui, la présence d'Augusta entre les deux camps ennemis évoque celle de Cléopâtre à la bataille d'Actium.

## Éditions en langue française

### Premières traductions
- Le Château périlleux : roman écossais du XIVe siècle, trad. Auguste-Jean-Baptiste Defauconpret, Paris, Charles Gosselin, 1831, 2 vol. in-12.
- Le Château dangereux, trad. Albert Montémont, Paris, Armand Aubrée, 1831, in-8[17].

### Édition récente
Le Château périlleux, trad. Defauconpret, coll. « L’Aube poche », La Tour-d'Aigues, L’Aube, 2009.